# 3Xtrim Aircraft Factory
A 3Xtrim Aircraft Factory é uma fábrica de aviões polonesa estabelecida desde 1996 como ''Wytwórnia i Naprawa Konstrukcji Lekkich, separada da fábrica de planadores PZL-Bielsko para focar sua produção no avião leve 3Xtrim. É conhecida por este nome desde novembro de 1999.